# Pseudosimochromis
Pseudosimochromis is een monotypisch geslacht van straalvinnige vissen uit de familie van de cichliden (Cichlidae).

## Soort
- Pseudosimochromis curvifrons (Poll, 1942)